# Chrysosoma annulitarse
Chrysosoma annulitarse är en tvåvingeart som beskrevs av Octave Parent 1935. Chrysosoma annulitarse ingår i släktet Chrysosoma och familjen styltflugor. Inga underarter finns listade i Catalogue of Life.